# Smedley D. Butler

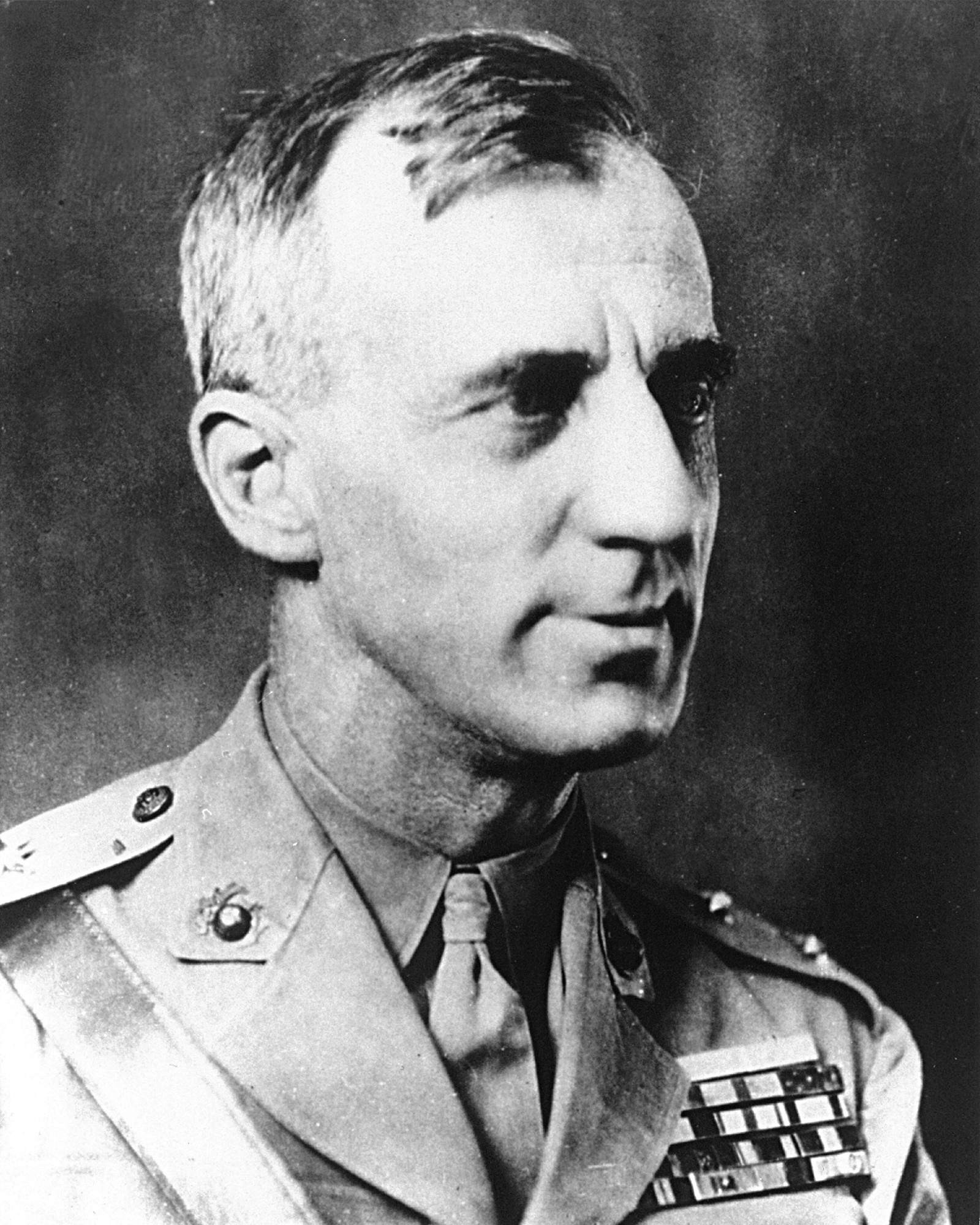
Smedley Butler

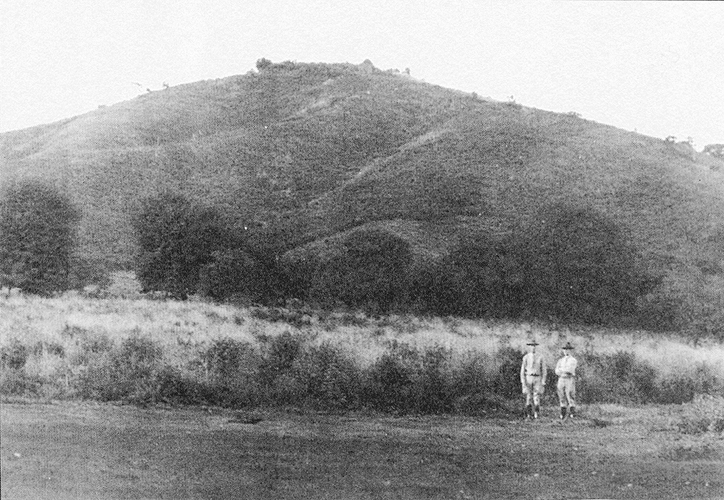
El Coyotepe 2

Smedley Darlington Butler (* 30. Juli 1881 in West Chester, Pennsylvania; † 21. Juni 1940 in Philadelphia) war Generalmajor beim United States Marine Corps. Er wurde zweimal mit der Medal of Honor ausgezeichnet. Er wurde auch The Fighting Quaker und Old Gimlet Eye genannt.

## Leben
Butler war der älteste von drei Söhnen einer Quäkerfamilie; sein Vater Thomas S. Butler war von 1897 bis 1928 Abgeordneter im Kongress der Vereinigten Staaten. Er verließ im Alter von knapp 17 Jahren die Schule, um sich dem United States Marine Corps anzuschließen. Seinen ersten echten Kampfeinsatz hatte er im Boxeraufstand in China, in dessen Verlauf er zwei Mal verwundet wurde, darunter bei der Bergung eines Verwundeten unter feindlichem Feuer. Er wurde noch im Lazarett in den Brevet-Rang eines Hauptmanns befördert. Seine nächsten Einsätze hatte er in Honduras und der US-Militärintervention in Nicaragua, an der er am 3. und 4. Oktober 1912 an der Schlacht von Coyotepe bei Masaya im Kampf gegen Benjamín Zeledón teilnahm.

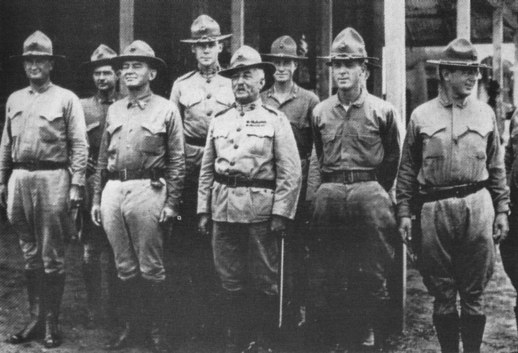
Butler (2. v.r.) in Veracruz (Mexiko)

1914 wurde der inzwischen zum Major beförderte Butler bei der Besetzung von Veracruz 1914 eingesetzt, wofür er seine erste Medal of Honor erhielt. Im darauf folgenden Jahr erhielt er die zweite Medal of Honor für seinen Einsatz während der US-Militärintervention in Haiti 1915–1934, bei der er als haitianischer Generalmajor die Gendarmerie d’Haïti kommandierte. Noch während des Ersten Weltkrieges wurde er in den Rang eines Brigadegenerals befördert. Nach Ende des Krieges wurde er Kommandant eines Militärstützpunktes in Virginia.
Von 1924 bis 1925 diente Butler auf Wunsch des US-amerikanischen Präsidenten Calvin Coolidge als Zivilist als oberster Polizeichef von Philadelphia. Nach seiner Rückkehr in den Militärdienst wurde er erneut in China eingesetzt und 1929 zum Generalmajor ernannt. Im darauf folgenden Jahr hätte ihm aufgrund der Rangfolge eigentlich die Beförderung zum Commandant of the Marine Corps zugestanden, ihm wurde aber General Ben H. Fuller vorgezogen. Daraufhin nahm Butler seinen Abschied.
1933 publizierte Butler in Zusammenarbeit mit dem auch in Deutschland sehr bekannten Journalisten Lowell Thomas seine Memoiren unter dem Titel Old Gimlet Eye: The Adventures of Smedley D. Butler as told to Lowell Thomas. Als Zivilist begann Butler mit dem Schreiben, sein erstes Buch War Is a Racket wurde 1935 veröffentlicht. Darin lehnte er Angriffskriege per se kategorisch ab. 1932 bewarb er sich, unterstützt von Pennsylvanias Gouverneur Gifford Pinchot, um die Nominierung der Republikanischen Partei als US-Senator, unterlag aber dem Amtsinhaber James J. Davis.
Butler zeigte sich 1932 solidarisch mit den Massendemonstrationen der Bonus Army, die eine Verbesserung der Lage von Kriegsveteranen forderte. 1934 meldete er den sogenannten Business Plot, einen Putschplan von Unternehmern und Bänkern gegen Präsident Franklin D. Roosevelt, an den Vorläufer des Komitees für unamerikanische Umtriebe. Ein Untersuchungsausschuss wurde eingerichtet, doch reichten die Kompetenzen des Komitees nicht für eine vollständige Untersuchung.
Butler starb 1940. General Douglas MacArthur bezeichnete Butler als „einen der wirklich großen Generäle der amerikanischen Geschichte“ und benannte die Militärbasis in Okinawa nach ihm. Außerdem wurde 1941 nach ihm der Zerstörer USS Butler (DD-636) benannt, der 1948 außer Dienst gestellt wurde.

## Veröffentlichungen
- Smedley D. Butler, Arthur J. Burks: Walter Garvin in Mexico, Philadelphia (PA): Dorrance 1927.
- Smedley D. Butler: Old Gimlet Eye: The Adventures of Smedley D. Butler as told to Lowell Thomas, New York (NY): Farrar & Rinehart 1933. Nachdruck: Quantico (VA): Marine Corps Association 1981.
- Smedley D. Butler: War is a Racket, New York (NY): Round Table Press 1935. Deutsche Übersetzung: Krieg ist ein Verbrechen.

## Film
- Für den Film Brand im Osten (Tell It to the Marines) aus dem Jahr 1926 war Butler als militärischer Berater für Regisseur George W. Hill tätig.
- In dem Fernsehfilm Novemberplan (The November Plan, USA 1977, Regie: Don Medford) wurde Butler von Lloyd Nolan dargestellt.
- Im Film Amsterdam (USA, 2022) spielt Robert De Niro einen Major General, dessen Figur von Butler inspiriert wurde.